# 威尼斯大运河的入口 (西涅克)

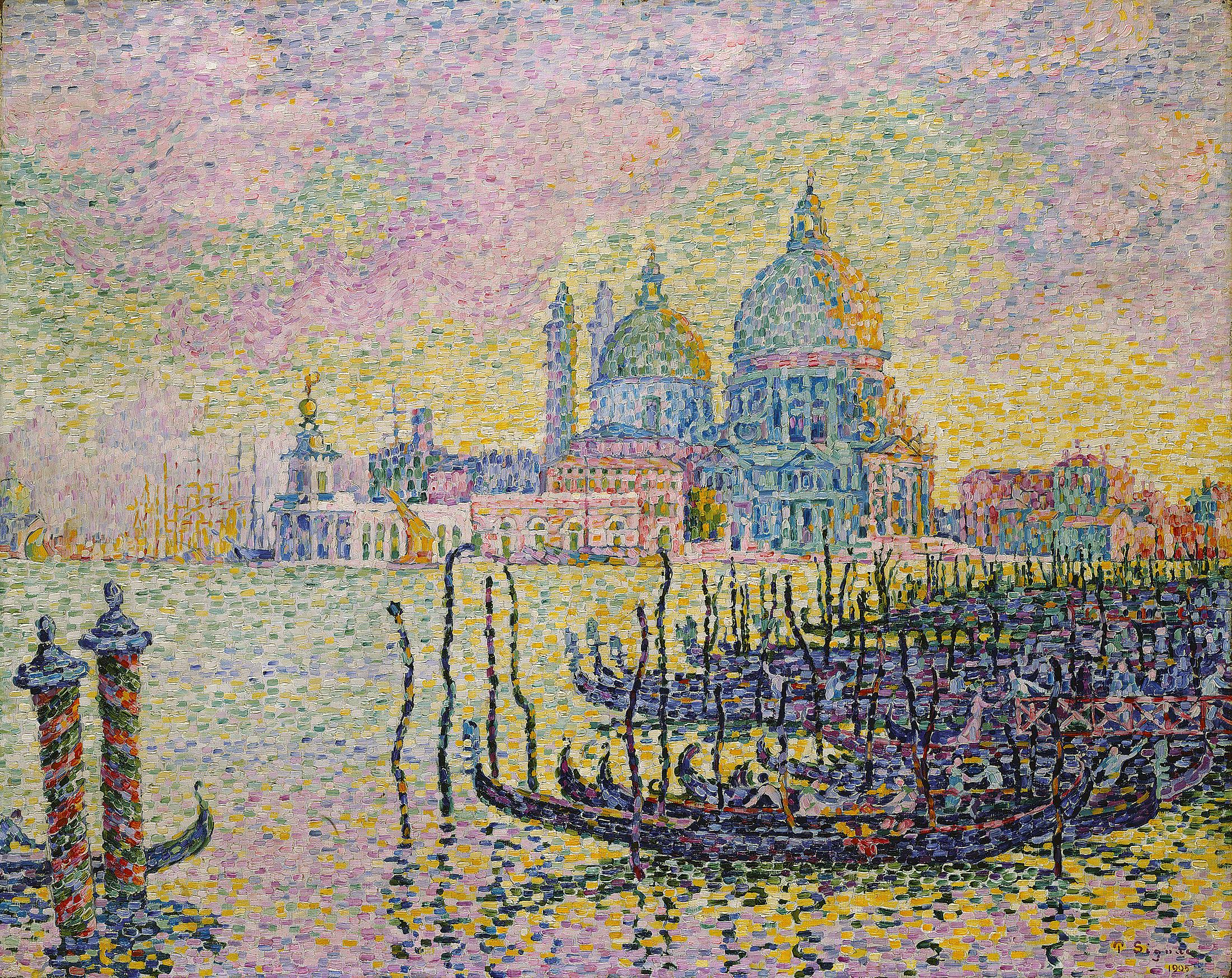
威尼斯大运河的入口

威尼斯大运河的入口（Entrance to the Grand Canal, Venice）是法国画家保罗·西涅克的一幅油画，绘于1905年，现藏于美国俄亥俄州托莱多艺术博物馆。 画作描绘威尼斯大运河的入口，背景是海关大楼博物馆和安康圣母圣殿。